# Scarpe pontificie

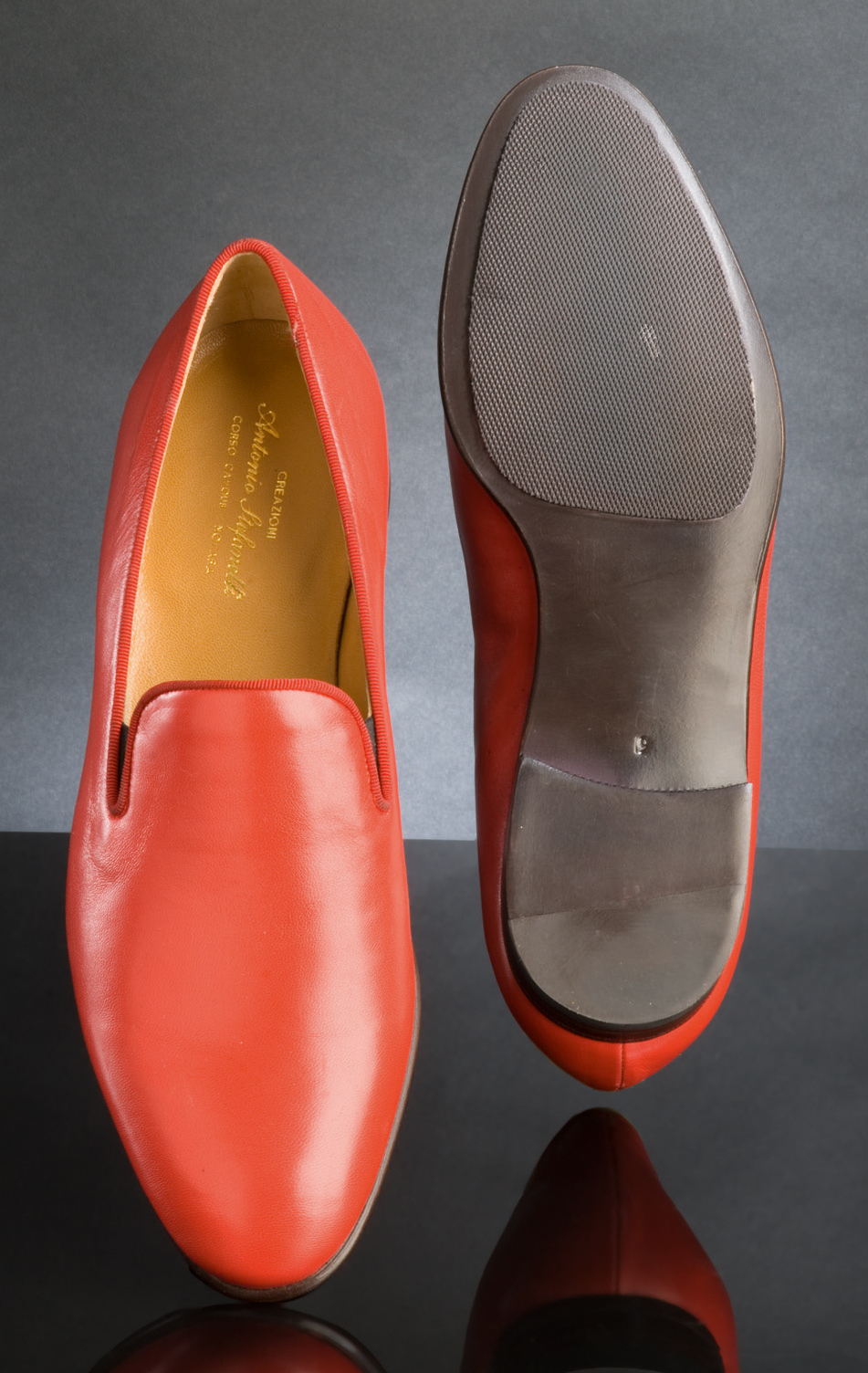
Un paio di scarpe pontificie prodotte dal calzolaio pontificio Adriano Stefanelli, di Novara, indossate da papa Benedetto XVI. Collezione Philippi.

Le scarpe pontificie sono un tipo di scarpe indossate da alcuni pontefici. Esse non devono essere confuse con le pantofole papali o i sandali episcopali; questi ultimi sono veri e propri paramenti liturgici in uso nella Chiesa cattolica di rito latino.

## Descrizione
Sin dai tempi antichi, come era in uso presso l'aristocrazia, i pontefici utilizzavano delle pantofole all'interno delle loro residenze e delle scarpe di pelle per uscire. Le pantofole papali erano realizzate in velluto rosso o in seta ed erano riccamente decorate con ricami in oro, mentre le scarpe esterne erano in pelle ma meno decorate perché dovevano essere più resistenti.
Nel corso della storia della Chiesa, il colore è stato deliberatamente scelto come richiamo al sangue versato dai martiri cattolici nei secoli seguendo, letteralmente, i passi di Cristo. Come vicario di Cristo in terra, il pontefice era dunque il primo a dover dare l'esempio di seguire i passi del Salvatore e per questo indossare queste scarpe quotidianamente e di questo colore era un simbolo del voler ripercorrere idealmente e quotidianamente la Via Dolorosa dell'umanità con Cristo. Del resto il colore rosso, anche negli altri abiti liturgici, simboleggia l'amore di Dio per l'umanità e commemora, nella festa di Pentecoste, la discesa dello Spirito Santo sugli apostoli. 
Le scarpe pontificie, assieme al camauro, la mozzetta pontificia ed il tabarro, sono gli unici paramenti rossi tradizionalmente indossati dal pontefice e ancora oggi disponibili come parte del vestiario pontificio.

## Usi recenti

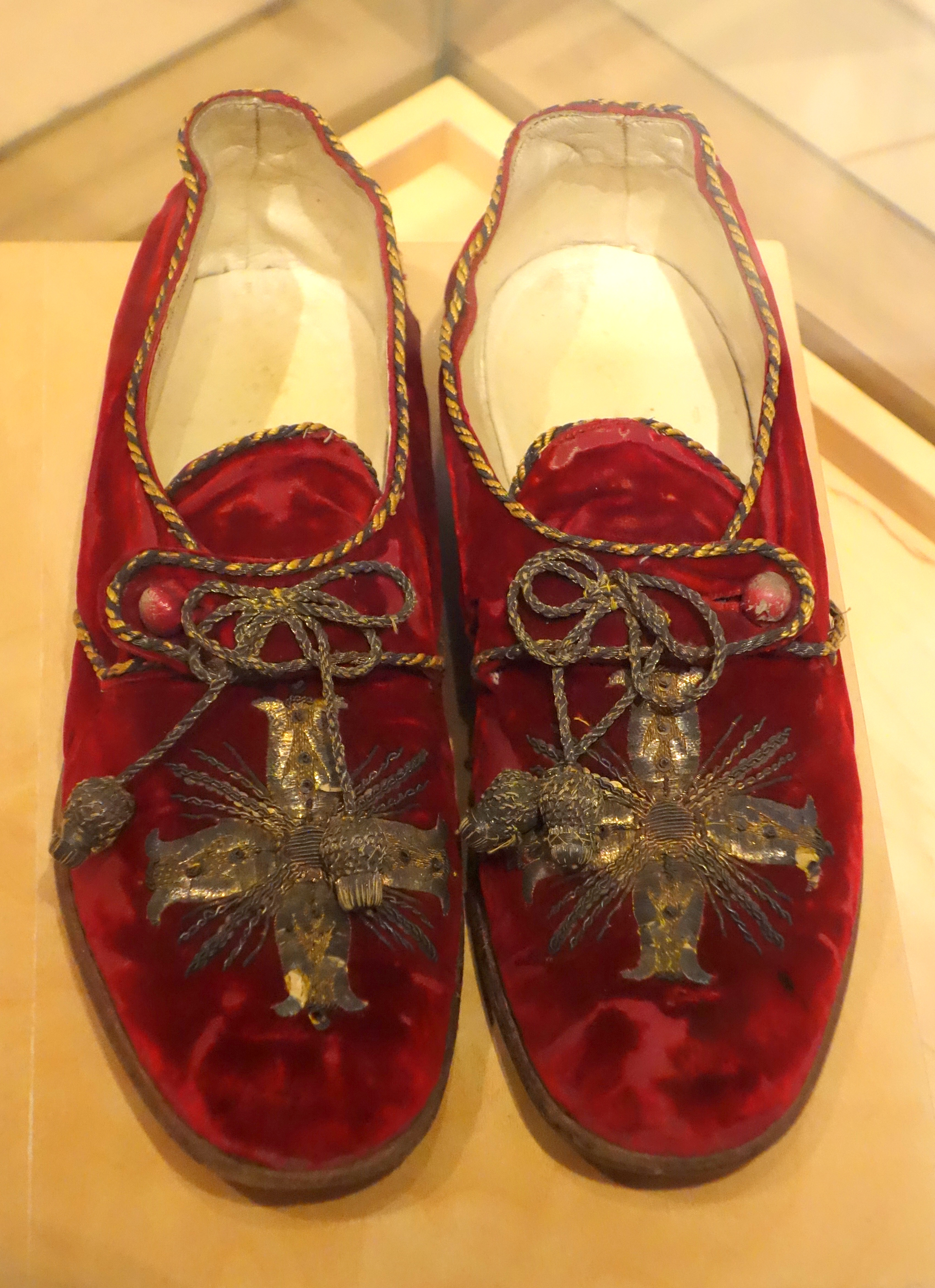
Sandali pontifici, realizzati nel XIX secolo, indossati da papa Benedetto XV negli anni del suo pontificato. Essi sono esposti al Bata Shoe Museum di Toronto

Prima del 1969, i papi, come tutti i vescovi e i prelati, indossavano i sandali episcopali durante la messa. Il colore di questi sandali variava per accordarsi al colore liturgico relativo alla celebrazione.

Le scarpe esterne erano dei mocassini realizzati in marocchino e portavano sul fronte una croce d'oro ricamata, lunga tutta la lunghezza del fronte della scarpa sino alla suola. Sul finire del XVIII secolo, la croce venne accorciata, come mostrano scarpe di papa Pio VII ancora oggi conservate.

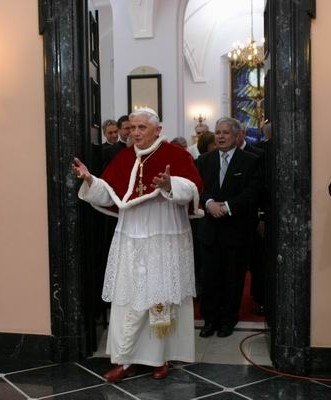
Papa Benedetto XVI indossa le scarpe pontificie rosse

Dopo il 1958, papa Giovanni XXIII fece aggiungere delle fibbie d'oro alle proprie scarpe papali, rendendole così simili a quelle indossate dai cardinali nei loro movimenti all'esterno. Papa Paolo VI ha eliminato la croce in oro presente sul fronte della scarpa ed ha abolito il rito del bacio del piede del pontefice. Paolo VI ha comunque continuato ad utilizzare le scarpe rosse proprie del papa, ad esempio nel 1964 in occasione del suo viaggio a Gerusalemme. Nel 1969 abolì l'uso delle fibbie da tutte le scarpe ecclesiastiche, in particolare da quelle in uso presso la corte papale ed i prelati romani. Egli inoltre utilizzò sempre meno le pantofole papali. Paolo VI utilizzò delle semplici scarpe rosse in cuoio per il resto del suo pontificato. Papa Giovanni Paolo I, il cui pontificato perdurò per soli 33 giorni, continuò a indossare il medesimo modello di scarpe predisposto dal suo predecessore. All'inizio del suo pontificato, papa Giovanni Paolo II indossava delle scarpe rosse come i suoi predecessori, ma successivamente optò per indossare delle scarpe di cuoio marrone. Paolo VI, Giovanni Paolo I e Giovanni Paolo II sono stati tutti sepolti con delle scarpe di cuoio rosse.
Papa Benedetto XVI ha ripreso l'uso delle scarpe pontificie rosse, realizzate dal suo calzolaio di fiducia, Adriano Stefanelli di Novara.
Francesco ha deciso di indossare scarpe nere per il suo pontificato, ed il suo successore Leone XIV continua sulla stessa linea.